# Massagris regina
Massagris regina là một loài nhện trong họ Salticidae.
Loài này thuộc chi Massagris. Massagris regina được Wanda Wesołowska miêu tả năm 1993.